# Ivo Arzua Pereira
Ivo Arzua Pereira (* 29. April 1925 in Palmeira, Paraná; † 9. September 2012 in Curitiba, Paraná) war ein brasilianischer Politiker, der unter anderem zwischen 1962 und 1967 Präfekt von Curitiba sowie von 1967 bis 1969 Landwirtschaftsminister war.

## Leben

### Studium, Ingenieur und Präfekt von Curitiba
Ivo Arzua Pereira, Sohn von José da Silva Pereira und dessen Ehefrau Emília Arzua Pereira, besuchte nach den Grundschulen Jesuíno Marcondes de Oliveira e Sá in Palmeira sowie Barão do Rio Branco in Curitiba sowie das Ginásio Paranaense, aus dem das heutige Colégio Estadual do Paraná. Im Anschluss begann er ein Studium im Fach Bauingenieurwesen an der Universidade Federal do Paraná (UFPR), das er 1948 mit einem Diplom abschloss. Danach war er kurze Zeit im Sekretariat für Verkehr und öffentliche Arbeiten des Bundesstaates Paraná tätig und wechselte bald darauf ins Amt für Schnellstraßen dieses Bundesstaates, ehe er 1953 Superintendent für den Hafen von Paranaguá wurde. 1954 wurde er Chefingenieur der Sonderkommission für Arbeiten zum 100-jährigen Gründungsjubiläum des Bundesstaates, die in Curitiba den Palácio Iguaçu, den Sitz der Bundesstaatsregierung, das Tribunal do Júri und die Avenida Cândido de Abreu einschlossen. Anschließend war er zwischen 1956 und 1959 Geschäftsführender Direktor von Diesel Máquinas S.A. und wurde 1960 Wissenschaftlicher Assistent und Dozent am Lehrstuhl für Statistik, Politische Ökonomie und Finanzen der Universidade Federal do Paraná, an der er 1960 als Lektor analytische Geometrie und numerische Berechnung unterrichtete. 1961 übernahm er den Posten als stellvertretender Direktor des Amtes für Wasserwirtschaft und elektrische Energie des Bundesstaates Paraná und zugleich als Assessor für Organisation im Finanzsekretariat dieses Bundesstaates.
Am 7. Oktober 1962 wurde Arzua Pereira als Kandidat eines Bündnisses seiner Partei Partido Democrata Cristão (PDC) sowie der União Democrática Nacional (UDN), des Partido Trabalhista Nacional (PTN) und des Partido Libertador (PL) zum Präfekten von Curitiba gewählt und damit zum Bürgermeister der Hauptstadt von Paraná. Er bekleidete dieses Amt zunächst zwischen dem 15. November 1962 und dem 15. November 1966 Nach dem Militärputsch vom 31. März 1964 gehörte er zu den Mitgründern der Allianz für nationale Erneuerung ARENA (Aliança Renovadora Nacional) und war zeitweise auch Professor an der Schule für Fachoffiziere. Am 15. November 1966 folgte ihm zunächst Erondy Silvério als Präfekt von Curitiba. Allerdings wurde er selbst am 1. Dezember 1966 vom Gouverneur von Paraná, Paulo Cruz Pimentel, wieder zum Präfekten von Curitiba ernannt.

### Landwirtschaftsminister, Rückzug aus der Politik und Kritiker der Militärdiktatur
Ivo Arzua Pereira übernahm daraufhin am 15. März 1967 im Kabinett von Staatspräsident Artur da Costa e Silva das Amt als Landwirtschaftsminister (Ministro da Agricultura). Das Ministeramt hatte er vom 31. August bis zum 30. Oktober 1969 auch in der Militärjunta inne, die von Aurélio de Lira Tavares, Márcio de Souza Mello und Augusto Rademaker gebildet wurde. Während seiner Amtszeit kam es zur Zusammenlegung des Instituts für Agrarreformen IBRA (Instituto Brasileiro de Reforma Agrária) mit dem Nationalen Institut für Agrarentwicklung INDA (Instituto Nacional de Desenvolvimento Agrário) zum Nationalen Institut für Kolonisierung und Agrarreformen INCRA (Instituto Nacional de Colonização e Reforma Agrária). Zur Förderung von landwirtschaftlichen Kooperativen wurde ferner die Vereinigung für Agrarreformen ARA (Associação de Reforma Agrária) gegründet. Am 25. April 1969 unterzeichnete Präsident Costa e Silva ein Gesetz, das die Voraussetzungen für die Durchführung der Agrarreform festlegte. Während seiner Amtszeit traten Probleme im Zusammenhang mit Kaffeeexporten auf, die mehrfach zu Protesten der Produzenten führten. Nach dem Amtsantritt von Staatspräsident General Emílio Garrastazu Médici schied er aus der Regierung aus.
Im Anschluss war Arzua Pereira zwischen 1969 und 1971 Geschäftsführender Präsident CEO (Chief Executive Officer der Telefonkommunikationsgesellschaft TELEPAR (Companhia de Telecomunicações do Paraná) sowie Präsident des Verwaltungsrates des Nationalen Telefonfonds (Fundo Nacional de Telefones). Zugleich fungierte er von 1970 bis 1975 als Mitglied der Hochschulkommission des Bildungsrates von Paraná. Darüber hinaus war er von 1971 bis 1972 Direktor und zuletzt geschäftsführender Direktor des Bauunternehmens Sinoda e Borichello. Im Juni 1974 trat er aus der ARENA aus. Im August 1977 verteidigte er die Einberufung einer nationalen verfassungsgebenden Versammlung und schloss sich im Dezember 1977 der Gruppe der Unterzeichner der Ato Institucional n.º 5 (AI-5) an. Im März 1978 lud er Oberstleutnant Tarcísio Nunes Ferreira zu einer Rede im Lions Club von Ponta Grossa ein, in der dieser die vollständige Demokratisierung des Landes forderte, was zur Verhaftung des Offiziers führte.
Im Dezember 1978 gab er Erklärungen gegen Korruption in Regierungsbereichen ab und sagte, dass die beschuldigten Behörden die Initiative ergreifen sollten, um die Eröffnung von Ermittlungen zu fordern. Im Januar 1980 bekräftigte er seine Unterstützung für die Einberufung einer verfassungsgebenden Versammlung und befürwortete die Politik der „demokratischen Offenheit“ von Präsident João Baptista de Oliveira Figueiredo, erklärte jedoch, dass er nicht beabsichtige, sich einer der neuen Parteien anzuschließen. Er war von 1982 bis 1983 Superintendent und Präsident des Verwaltungsrates des Instituts für soziale Sicherheit und Unterstützung der Bediensteten des Staates Paraná (Instituto de Previdência e Assistência aos Servidores do Estado do Paraná). 1986 war er Gastprofessor an der Vereinigung für Bildung und Kultur (Associação Paranaense de Ensino e Cultura) und zwischen 1987 und 1997 Mitglied des Entwicklungsrates der Päpstlichen Katholischen Universität Paraná PUC-PR (Pontifícia Universidade Católica do Paraná). 1998 wurde er akademischer Berater der Nationalen Akademie für Ingenieurwesen ANE (Academia Nacional de Engenharia) sowie wischen 1998 und 2001 Präsident der Internationalen Konföderation der Barmherzigkeit (Confederação Internacional das Misericórdias).
Aus seiner Ehe mit Maria Helena Sotomaior Pereira gingen zwei Kinder hervor.

## Veröffentlichungen
- A estratégia do grande impulso, 1970
- Com licença, sr. candidato – o desafio brasileiro, 1983
- Vamos continuar semeando, 1983
- A epopéia das Misericórdias, 1993
- Um sopro de eternidade, 1995
- O jubileu do cristianismo ano 2000 e a bula Inter Gravíssimas, 2000
- No século XXI e no milênio, há que continuar semeando…, 2001